# Troglofiel

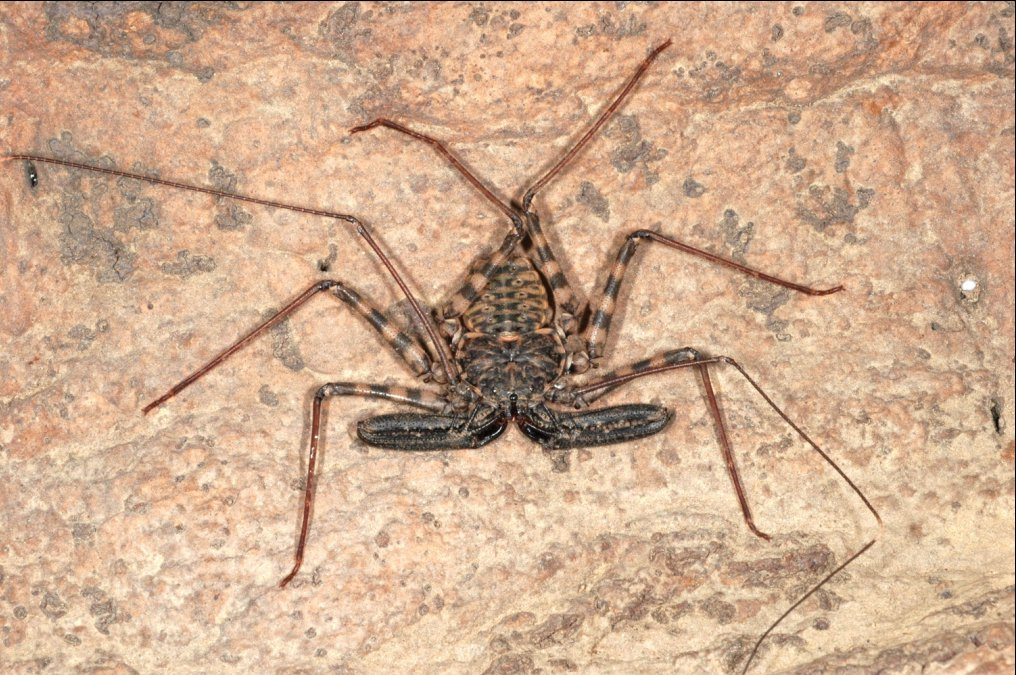
Damon diadema, een zweepspin.

Een troglofiel (grotten minnend) is een organisme dat zich ophoudt in grotten.
In ruimere betekenis kan het gaan om dieren als vleermuizen die grotten als rustplaats gebruiken, maar buiten de grotten foerageren. Deze dieren zijn trogloxeen. Andere organismen zijn zodanig op het leven in grotten aangepast, dat ze volledig blind zijn, geen pigmenten meer hebben of speciale aanpassingen hebben op het leven in volledig duistere grotten. Deze organismen brengen hun levenscyclus door in dezelfde grot en zijn troglobiet. Soorten die in grotten leven, maar strikt aan het water gebonden zijn, zijn stygobiet.
Een voorbeeld is de volledig blinde kreeftachtige Procambarus pecki en de olm (een salamander) die geen pigment aanmaakt, maar witroze van kleur is. Geleedpotigen hebben vaak verlengde antennes of poten zoals de zweepspinnen, waarvan de voorste poten vier keer langer kunnen zijn als het lichaam om prooien in het duister te detecteren. 